# Sten
Sten je bila britanska brzostrelka, ki je nastala med drugo svetovno vojno. Zaradi vojnih razmer je zasnova zelo preprosta (ima le 47 delov), odlikovala pa se je z nizko ceno ter nizkim časom proizvodnje (najenostavnejše razlicice v 5 delovnih urah).
Samo ime je kratica, ki označuje glavnega konstruktorja majorja Reginald Sheperd and Harold Turpin in mesto originalne proizvodnje Enfield, sedež Royal Small Arms Factory (Enfield Lock, London).

## Zgodovina
Oborožene sile Združenega kraljestva so vstopile v drugo svetovno vojno brez svoje brzostrelke, saj so brzostrelke takrat v vojaških krogih imele negativen prizvok. Britanske sile je dodatno močno prizadel umik iz Dunkerquea, v katerem so na francoski obali pustili veliko pehotnega in drugega orožja, grozila pa je tudi možnost nemške invazije na britansko otočje. Uporabljala je le ameriške brzostrelke Thompson M1928, ki pa so bile drage in na razpolago v majhnih količinah. Razvili so brzostrelko Lanchester, ki je bila kopija nemške MP-28 in je bila izdelana kakovostno, vendar je bila posledično dražja in težje proizvedljiva v zadostnih količinah.
Želja je bila izdelati brzostrelko, ki je izpeljana iz brzostrelke Lanchester, vendar v poenostavljeni in cenejši obliki, ki bi nudila osnovno delovanje. Po izdelavi prvega prototipa v februarju 1941 sta bila izdelana še dva prototipa, T40 (1) in T40 (2), ki sta uspešno opravila testiranja, nakar se je v tovarni Royal Small Arms Enfield začela serijska proizvodnja.

## Zasnova
Brzostrelka je uporabljala mehanizem odprtega zaklepa s fiksno udarno iglo, ki je bila vrezana v čelo zaklepa. To pomeni, da je pri napetem orožju zaklep v zadnjem položaju, pri pritisku na sprožilec pa se zaklep zaradi sile povratne vzmeti pomakne naprej in pri tem iz nabojnika izvleče naboj, ga vstavi v ležišče in sproži. Podobno, kot mnoge brzostrelke, tudi Sten uporablja sistem prostega zaklepa s predvžigom. Odsun ob strelu nato vrne zaklep v zadnji položaj, pri čemer izvleče tudi naboj in ga izvrže. Zaklep nima mehanizma za zaklepanje na cev, temveč odsunu naboja nasprotujeta samo masa zaklepa in sila povratne vzmeti.
Prožilni mehanizem brzostrelke je vseboval selektor, ki je omogočal streljanje v polavtomatskem in avtomatskem načinu. Zaradi enostavnosti pa ni vseboval vseh varnostnih elementov, ki bi preprečevali neželeno proženje. Do neželenega proženja je po navadi prišlo v primeru, da je bil nabojnik vstavljen, zaklep pa v sprednjem položaju, kjer je njegovo gibanje zavirala le povratna vzmet. V primeru močnejšega udarca (npr. od padcu na tla) se je lahko zaklep pomaknil nazaj toliko, da je iz nabojnika izvlekel naboj in ga sprožil. Problematične so bile tudi nekatere zgodnejše različice, pri katerih je bil zaklep zaradi hitrejše proizvodnje namesto iz jekla izdelan iz brona. Pri teh zaklepih je lahko zaradi nižje trdote materiala prišlo do obrabe zaskočke na zaklepu, zaradi česar prožilni mehanizem ni več zanesljivo zadrževal zaklepa v zadnjem položaju. 
V izogib temu je Sten imel na ohišju še poseben utor, kamor je strelec lahko zataknil ročico za repetiranje in s tem preprečil neželeno gibanje zaklepa naprej. Kasnejše verzije so imele tudi možnost blokiranja zaklepa v sprednjem položaju s pomočjo ročice za napenjanje.
Zaradi majhnosti ter nezahtevnega vzdrževanja je bil Sten primeren za oskrbovanje gverilskih gibanj v Evropi. Ti so postali izvedenci za popravljanje, modernizacije ter celo izdelavo samih brzostrelk (npr. poljska Bliskavica). Enostavnost izdelave je bila dosežena z uporabo običajnega materiala, kot so brezšivne cevi, več obdelave je zahtevala le izdelava cevi in zaklepa.  Zaradi dokaj grobe izdelave in precejšnjih toleranc pa je bila brzostrelka sposobna delovati brez mazanja, kar se je posebej obneslo v puščavskem okolju.
Brzostrelka je uporabljala strelivo 9x19 mm Parabellum, nabojniki pa so bili neposredna kopija nabojnikov za nemško brzostrelko MP-28. Ta zasnova je bila posledica želje, da bi brzostrelka lahko uporabljala tudi zaplenjene nemške nabojnike in naboje, vendar je to prineslo tudi vse težave, ki so pestile brzostrelko MP-28. Naboji v nabojnikih so bili nameščeni v dveh stolpcih, ki sta se na vrhu združila v enega (podobno, kot pri sodobnih polavtomatskih pištolah). V primeru umazanije v zožitvi nabojnika ali deformiranih ustnic nabojnika je prihajalo do zatikanja nabojev in posledično do zastojev. Zareza na zaklepišču (ohišju) brzostrelke, kjer se giblje ročica za repetiranje, je bila tudi predmet kritik, ker je omogočala vstop nečistoč v gibljive dele.
Posebnost je tudi namestitev utora za nabojnik, ki se vstavlja iz leve strani, pravokotno na ogrodje brzostrelke. Taka zasnova je pomenila manjšo obremenitev vzmeti v nabojniku (ker ji ni potrebno premagovati še teže nabojev), strelec pa je lahko v ležečem položaju bolj pri tleh, zaradi česar je njegova silhueta manjša. Nabojnik je bil dostikrat uporabljen kot držalo med streljanjem, čeprav je bilo to nepravilno. Ob tem se je nabojnik med streljanjem lahko premaknil iz utora nabojišča ali pa je prišlo do deformacij ustnic nabojnika, zaradi česar se je povečala možnost zastojev. Čeprav je nabojnik sprejel 32 nabojev, so ga ponavadi napolnili s 30 naboji, ter tako preprečili preveliko obremenitev vzmeti. Nabojnik je bilo skupaj z utorom za nabojnik možno zavrteti za 90°, vendar v tem položaju streljanje ni bilo mogoče. Ta zahteva je bila želja padalskih enot, ki bi jih običajen položaj nabojnika med skokom s padalom oviral, omogočala pa je tudi enostavnejše skladiščenje z manjšo porabo prostora in zaprtje odprtine za izmet nabojev, kar je orožje vsaj nekoliko varovalo pred vdorom nečistoč.
Prve različice so bile zelo kritizirane zaradi nenatančnosti (zaradi enostavno zasnovanih merkov in same zasnove), občutljivosti na vdor nečistoč, zastojev in nevarnosti nehotenega proženja, ki pa je bilo dostikrat posledica napake uporabnika. Sama brzostrelka je bila v uporabi britanskih oboroženih sil še v 60. letih 20. stoletja, dokler je ni dokončno nadomestila brzostrelka Sterling.

## Različice
Skupaj je bilo izdelanih 5 osnovnih različic in dve z vgrajenim dušilcem poka. V letih 1941 - 1945 je bilo proizvedenih okrog 4 milijone brzostrelk.
Sten Mk. I
Ta različica je bila prvotna različica. Imela je skrivalo plemena, leseno ogrodje (kopito in sprednji branik) ter leseno držalo spredaj, ki se ga je dalo zložiti. Izdelanih je bilo približno 100 000 teh brzostrelk.
Sten Mk I*
Prva poenostavitev različice Mk I, pri kateri so bili odstranjeni razbijalec plamena in leseni deli.
Sten Mk. II

Ta različica je bila popolnoma iz brezšivnih cevi in stisnjene pločevine, le cev in zaklep sta bila mehansko obdelana. Bila je najbolj množično proizvajana različica, z okrog 2 milijonoma kosov. To je bila prva različica z možnostjo vrtenja nabojnika za 90°. Na osnovi te različice so naredili še različico z vgrajenim dušilcem poka Mk IIS, ki je postala prva zadušena brzostrelka na svetu. Ta različica je uporabljala perforirano cev, ki je segala v dušilec in je imela namen omejitve hitrosti krogle na podzvočno hitrost. To zmanjšanje hitrosti je za zanesljivo delovanje zahtevalo tudi zmanjšano maso zaklepa in zaklep za Sten Mk IIS je bil lažji. Dušilec je bil dokaj učinkovit, vendar se je ob daljšem avtomatskem streljanju hitro izrabil.
 Ker se je dušilec med streljanjem precej segreval, je bila na njem nameščena posebna platnena obloga, ki je do neke mere ščitila strelca pred opeklinami.
Za potrebe SOE je bila izdelana tudi učinkovitejša verzija dušilca, ki pa je bila zaradi dodatnih pregrad v dušilcu precej daljša od tistega za vojaško rabo, bil pa je tudi dodatno toplotno izoliran in zato ni potreboval platnene obloge.
Sten Mk. III
Ta različica je bila še bolj preprosto od Mk. II, saj so bili zaklepišče, cev in obloga cevi združeni v en kos, obloga cevi pa je podaljšana skoraj do konca cevi. Zaklepišče je bilo namesto iz brezšivne cevi izdelano iz predhodno štancane pločevine, ki je bila nato na modelu zvita v cevasto obliko in zavarjena. Za razliko od predhodne različice Mk II se cevi ni dalo več odstraniti, pa tudi utor nabojnika je bil fiksen. Zaradi konstrukcije in nizke cene je bil Sten Mk. III smatran kot potrošni material, ki se ga po izrabi lahko z izjemo nekaterih sestavnih delov zavrže. Bila je v uporabi od junija 1942 in je bila izdelana v približno 900 000 primerkih.
Sten Mk. IV
Mk. IV je bila le poskusna različica in ni bila uvedena v proizvodnjo. Pri njem je bilo uporabljeno zložljivo kopito, preizkušale so se nove različice prožilnega mehanizma, uvedena je bila tudi spremenjena ročica za napenjanje, ki je omogočila blokado zaklepa v sprednjem položaju. Ta je bila kasneje uporabljena pri Stenu Mk. V, kasneje pa je bila z naknadno predelavo vpeljana tudi na ostalih različicah.
Sten Mk. V
To je bila izboljšana različica, ki je temeljila na Mk. II, namenjena pa je bila padalskim enotam. Imela je  leseno kopito, dva pištolska ročaja za stabilnost pri streljanju in možnost za pritrditev bajoneta. Ker je bila izdelana leta 1944, ko je bila nevarnost nemške invazije mimo, je bila izdelana bolj kakovostno od predhodnih različic, vključno z boljšo protikorozijsko zaščito. Prožilni mehanizem je bil praktično nespremenjen, vendar je bil zaradi dodatka ročaja pomaknjen približno 30 mm naprej, zato so bile uvedene tudi manjše spremembe na zaklepu. Pri tej različici sta bila poskusno uvedena tudi preklopno kopito in periskopski merek, ki sta omogočala streljanje okrog vogala. Izdelanih je bilo približno 530 000 kosov.
Sten Mk VI
Različica Mk V z dodanim dušilcem, podobnim dušilcu Stena Mk IIS.
Primerjava različic brzostrelke Sten
| Različica    | Skupna dolžina (mm) | Dolžina cevi (mm) | Masa (kg) | Kopito         | Nabojnik (nabojev) |
| Sten Mk. I   | 762                 | neznano           | neznano   | leseno         | 32                 |
| Sten Mk. II  | 762                 | 196               | 2,95      | skeletno ali T | 32                 |
| Sten Mk. III | 762                 | 196               | 3,18      | T-kopito       | 32                 |
| Sten Mk. V   | 762                 | 196               | 3,86      | leseno         | 32                 |

## Uporaba
Enostavna konstrukcija brzostrelke je bila po eni strani prednost, po drugi pa si je Sten zaradi enostavne konstrukcije nakopal kup kritik s strani uporabnikov. Ker je brzostrelko kasneje začelo izdelovati več proizvajalcev, katerim so bolj ali manj kakovostne sestavne dele dobavljali številni podizvajalci, je dostikrat prihajalo do večjega odstopanja toleranc in nekakovostne izdelave, ki sta se odražala v težavah pri delovanju. Veliko kritik je bilo tudi na račun neželenega proženja ob udarcih in padcih brzostrelke na tla, znani so tudi primeri, ko je zaradi prešibkega streliva in obrabe prožilnega mehanizma brzostrelka rafalno izstrelila več nabojev.  Marsikatera težava je bila tudi posledica neustreznega rokovanja uporabnikov. Posledično se brzostrelke še danes drži predznak velike nezanesljivosti, čeprav so bile nekatere različice (sploh ob zagotavljanju ustrezne kakovosti delov) dokaj zanesljive.
Sprva je bila le orožje kurirjev in posadk vozil, nakar so jo prejeli vsi poveljniki (poveljnik ognjene skupine do poveljnika polka), saj je bila priročna za osebno obrambo in je hkrati povečala ognjeno moč enot. Do takrat so vojaki pretežno uporabljali le repetirke, ki so imele nizko hitrost streljanja in zato niso bile najbolj primerne za bližinski boj v naselju.
Veliko so jo uporabljali predvsem gverilci v odporniških gibanjih po Evropi, saj je bila enostavna, majhna in je uporabljala lahko tudi nemško strelivo. Brzostrelke so odporniškim gibanjem dobavljali Britanci, na Poljskem, Danskem in Norveškem pa so odporniška gibanja organizirala mrežo delavnic za izdelavo Stenov. Brzostrelke so po licenci izdelovali tudi v Kanadi (različici Mk II in Mk III) in Novi Zelandiji, Avstralija pa je izdelovala svojo različico, imenovano Austen.
Proti koncu vojne so zaradi enostavne kontrukcije in pomanjkanja materiala konstrukcijo Stena prevzeli tudi Nemci in izdelovali brzostrelko MP3008. S proizvodnjo Stenov so se za svoje potrebe v manjši meri ukvarjali tudi Judje na ozemlju Palestine.
Sten je bil uporabljen tudi v atentatu na Reinharda Heydricha, toda med poskusom streljanja je nastal zastoj.
Tedanji britanski monarh Jurij VI. je imel Sten Mk. II zmeraj pri sebi v avtomobilu v primeru nenadnega nemškega zračnega desanta.